# Pietro Parolin

Stema episcopală a cardinalului Parolin

Pietro Parolin (n. 17 ianuarie 1955, Schiavon, Veneto, Italia) este un arhiepiscop italian, care îndeplinește din 2013 funcția de secretar de stat al Sfântului Scaun (echivalentul funcției de prim-ministru), adică șeful executivului Bisericii Catolice. Cardinalul Parolin a condus conclavul din 2025.

## Biografie
Pietro Parolin s-a născut la Schiavon, în Vicenza, Italia, tatăl său fiind comerciant, iar mama învățătoare. La vârsta de zece ani a rămas orfan de tată, împreună cu sora sa și fratele său, care avea doar opt luni.
La 27 aprilie 1980 a fost hirotonit preot. În 1986 a intrat în serviciul diplomatic al Sfântului Scaun, iar în 2009 a fost numit de papa Benedict al XVI-lea nunțiu în Venezuela. Pietro Parolin a fost hirotonit episcop de papa Benedict al XVI-lea la 12 septembrie 2009 în Bazilica Sfântul Petru din Roma.

### Secretar de stat
La 31 august 2013 papa Francisc a anunțat nominalizarea lui Pietro Parolin la conducerea Secretariatului de Stat, înlocuindu-l pe cardinalul Tarcisio Bertone, care a fost pensionat la vârsta de 78 de ani.
În consistoriul din 22 februarie 2014 a fost ridicat de papa Francisc la demnitatea de cardinal.

## Distincții
- 2004: Ordinul național „Steaua României” în grad de ofițer.[8]